# 카델 에번스

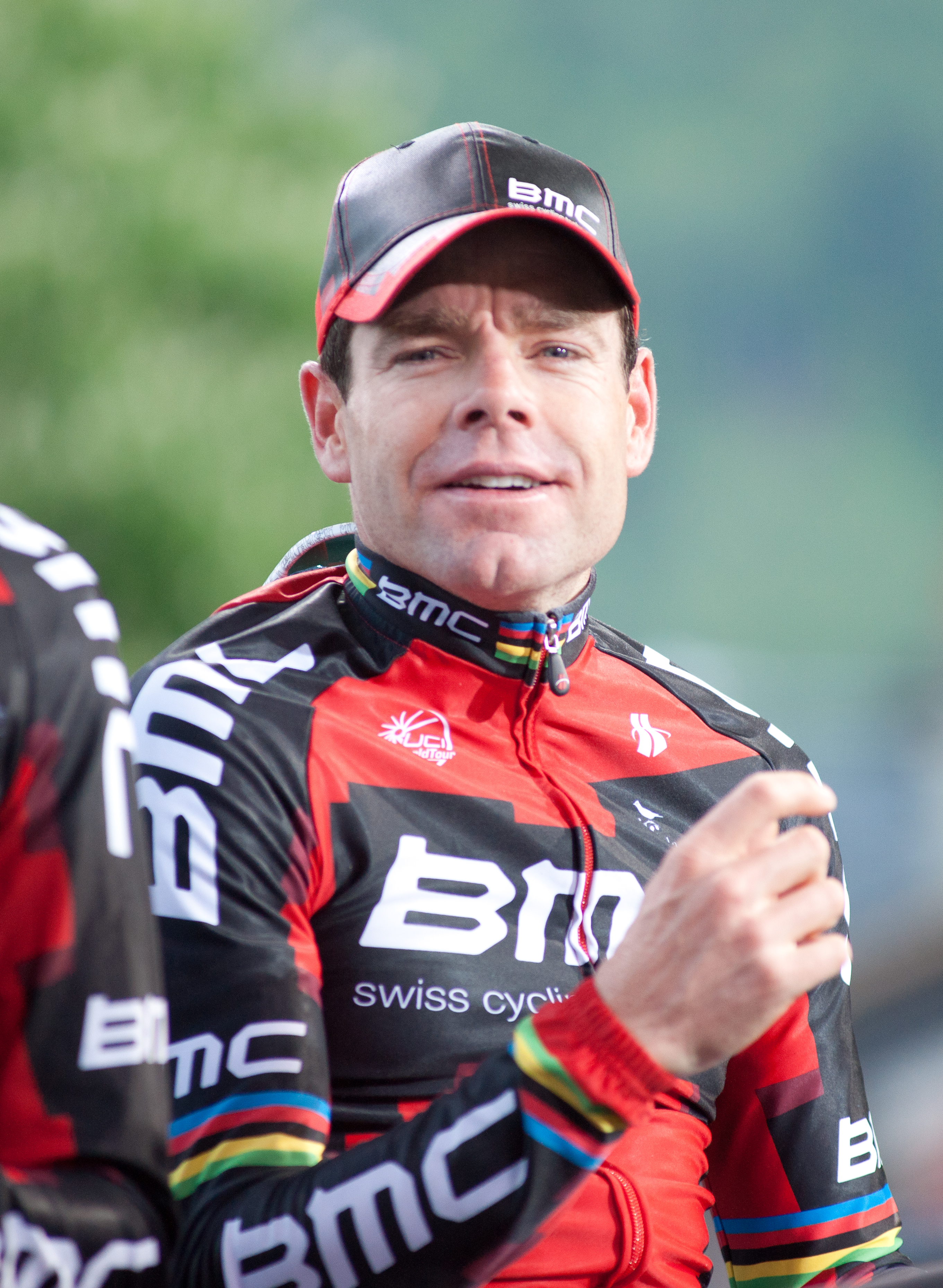
카델 에번스(2011년)

카델 에번스(Cadel Evans, AM, 1977년 2월 14일~)는 오스트레일리아의 자전거 경기 선수이다.

## 서훈
- 2013년 오스트레일리아 훈장 멤버(AM)